# Elisa Elisa e altre canzoni d'amore
Elisa Elisa e altre canzoni d'amore è una raccolta di canzoni del cantautore italiano Sergio Endrigo pubblicata nel 1973 in occasione della partecipazione dell'artista al festival di Sanremo di quell'anno con la canzone Elisa Elisa.

## Tracce

### Lato A
1. Elisa Elisa – 4:37 (testo: Sergio Endrigo e Sergio Bardotti – musica: S. Endrigo)
2. A mio favore – 3:25 (testo: Alexandre O'Neill – musica: S. Endrigo)
3. Quando tu suonavi Chopin – 3:10 (testo: S. Endrigo – musica: Luis Enriquez)
4. Le parole dell'addio – 4:50 (musica: L. Enriquez)
5. Erano per te – 2:30 (S. Endrigo)
6. Antiqua – 2:35 (S. Endrigo)

### Lato B
1. Una storia – 4:17 (S. Endrigo)
2. Ma dico ancora parole d'amore – 4:05 (testo: Gianni Musy e S. Endrigo – musica: L. Enriquez)
3. Chi sei – 3:18 (testo: S. Endrigo e S. Bardotti – musica: Toquinho, Vinicius De Moraes)
4. Io che vivo camminando – 4:05 (testo: S. Endrigo – musica: L. Enriquez)
5. Quando ti lascio – 2:48 (testo: S. Endrigo – musica: L. Enriquez)
6. La prima compagnia – 3:20 (testo: S. Endrigo – musica: L. Enriquez)

## Musicisti
- Sergio Endrigo – voce
- Luis Enriquez e la sua Orchestra: arrangiamenti e direzione d'orchestra

Note aggiuntive
Grafica di copertina: Carlo Montesi, Ferro Piludu

## Classifica
Singoli
| Anno | Titolo del brano    | Classifica | Posizione raggiunta |
| ---- | ------------------- | ---------- | ------------------- |
| 1973 | Elisa Elisa/Antiqua | Hit parade |                     |